# Îlot Gabriel
L'îlot Gabriel est un îlot du sud-ouest de l'océan Indien relevant de la république de Maurice. Il constitue l'une des réserves naturelles du pays.

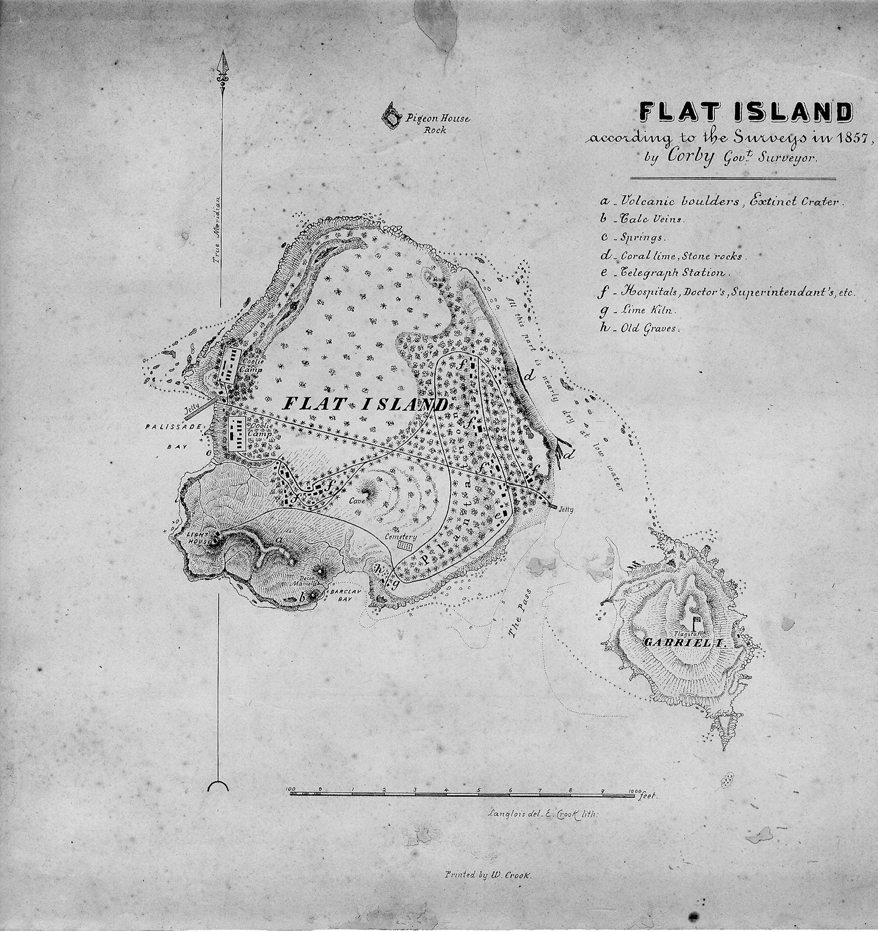
Carte de l'île Plate (Flat Island), avec l'îlot Gabrel, de 1857